# Jacobus Vrel
Jacobus Vrel (auch Frel, Frell, Vrel, Frelle, Vrelle, Vreele, Vreelle, Vriel) (tätig um 1654–1662) gilt als niederländischer Maler von Interieurs und Straßenszenen, als dessen Wirkungsorte nach seinen Motiven die nördlichen Niederlande oder Friesland angesehen werden. Über seine Herkunft, sein Leben und seine Wirkungsorte gehen die Meinungen in der Forschung weit auseinander. 40 mit unterschiedlichen Namensschreibungen signierte Gemälde werden ihm zugeschrieben, die besonders im 19. Jahrhundert überwiegend Jan Vermeer und Pieter de Hooch zugeordnet wurden.

## Leben und Autorschaft

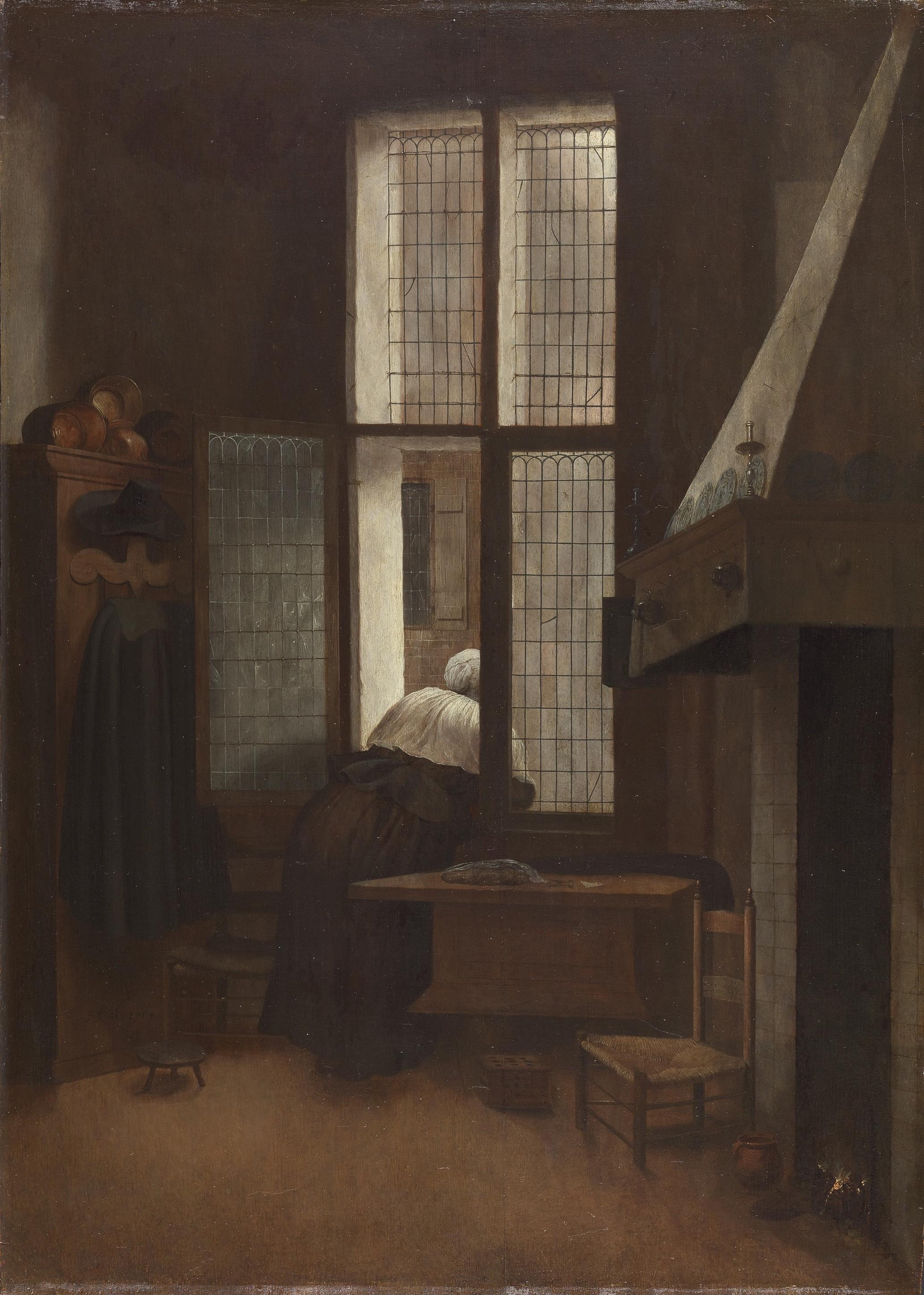
Jakob Vrel, Frau, sich aus dem Fenster lehnend, 1654, als einziges Werk datiert und signiert, Kunsthistorisches Museum, Wien, Inventar der Sammlung von Erzherzog Leopold Wilhelm von Österreich von 1659

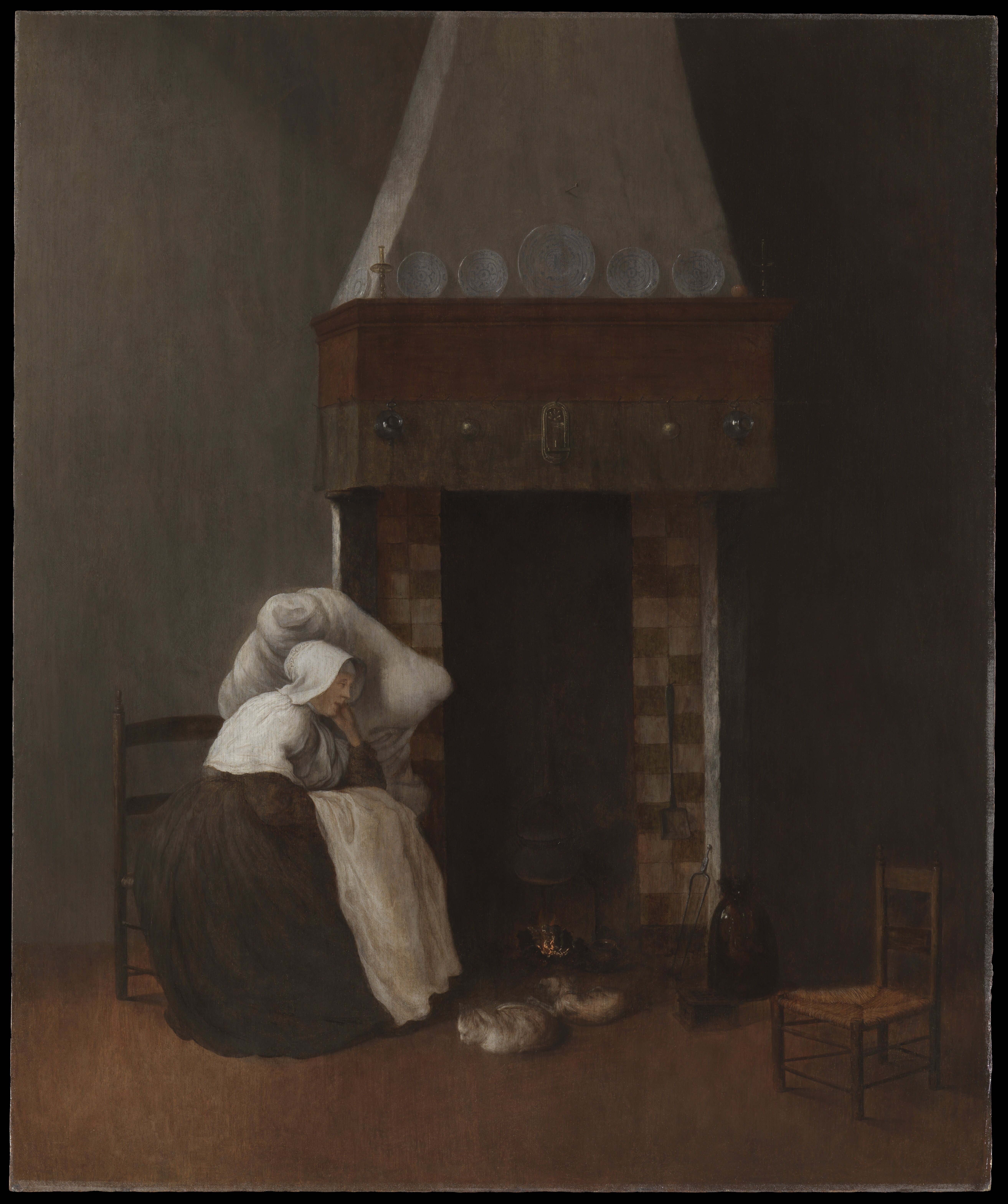
Jakob Vrel, Interieur mit kranker Frau am Kamin, um 1655, seit 2008 The Leiden Collection, Inventar der Sammlung von Erzherzog Leopold Wilhelm von Österreich von 1659

Grundlage für die Forschungen zu Vrel ist sein Werk, da sein Name zuallererst aus den Werkssignaturen bekannt ist. Im Inventar von 1659 der Sammlung des Erzherzogs Leopold Wilhelm von Österreich, von 1646 bis 1656 Statthalter der Spanischen Niederlande, werden drei Gemälde von ihm aufgeführt. Die Sammlung wurde in der Gemäldegalerie des Kunsthistorischen Museums in Wien fortgeführt. Angesichts der illustren Sammlung und des profunden Kunstkenners ist die rare Quellenlage erstaunlich. Die Biografen der niederländischen Künstler des 17. und 18. Jahrhunderts erwähnen ihn nicht. In der zweiten Hälfte des 19. Jahrhunderts wurden seine Werke insbesondere Johannes Vermeer, Pieter de Hooch, Isaac Koedijck (1617–um 1668) und Pieter Janssens zugeschrieben. Neben dem gleichen Monogramm verbindet ihn mit Vermeer eine entfernte Stilverwandtschaft. So wurde auch Vrels Straßenszene in der Hamburger Kunsthalle zunächst Vermeer zugeschrieben. Der Name kommt in verschiedenen Schreibweisen vor; die Suche in Archiven (auch in den westholländischen Kunstzentren) und die Namenskunde blieben ohne Ergebnis. Théophile Thoré-Bürger (1807–1869) erklärte eine Signatur Vermeers für gefälscht und entdeckte darunter den Namenszug Vrel. Dass es überhaupt einen gemeinsamen Maler dieser Werke gibt (und sie nicht anderen Malern zuzuordnen sind), hat erst 1893 der Kunsthistoriker Cornelis Hofstede de Groot entdeckt. Das erste und lange Zeit einzige monografische Werk zu Vrel, das sich mit seinem (bis dahin bekannten) Gesamtwerk befasste, stammt von der Kunsthistorikerin Clotilde Brière-Misme aus dem Jahr 1935, die auch die rechts abgebildeten Gemälde  Interieur mit kranker Frau am Kamin, heute The Leiden Collection, und  Frau, sich aus dem Fenster lehnend, Kunsthistorisches Museum, als Pendants im Inventar Erzherzog Leopold Wilhelms entdeckte. Nach Brière-Misme unterscheidet Vrel sich nicht in der malerischen Qualität von Vermeer und de Hooch, sondern durch die intime Stimmung seiner Bilder.

### Wirkungsorte
Hinweise auf Herkunft und Wirkungsorte von Jacobus Vrel könnten im Werk von Gerard ter Borch zu finden sein, das mit dem Werk von Vrel eine „deutliche Verwandtschaft“ aufweist, so Piet Bakker. Ter Borch lebte in Zwolle und Deventer im Osten der Niederlande, in Städten denen einige der Architekturmotive in Vrels Werken entstammen könnten. Der Verfasser des Inventars, in dem Vrels Name überhaupt auftaucht, hat ein Werk veröffentlicht, in dem hauptsächlich südniederländische Künstler erscheinen. So wären auch Verbindungen zu Antwerpen möglich. Die früher häufige Nennung von Delft als möglichen Wirkungsort hängt wohl mit der Zuschreibung vieler seiner Werke an den Delfter Feinmaler Jan Vermeer im 19. Jahrhundert zusammen. Teilweise wird in der Forschung sein Wirken in Holland in Frage gestellt und die Provinzen Friesland und Overijssel, selbst Deutschland als mögliche Wirkungsorte ohne Nachweis angesehen.

## Werk

### Datierung
Vrel hat vermutlich zwischen 1654 und 1662 gemalt. Sein Gemälde Frau, sich aus dem Fenster lehnend, Kunsthistorisches Museum, hat er selbst mit 1654 datiert, dieses und zwei weitere erscheinen im Inventar Erzherzog Leopold Wilhelms von Österreich von 1659. Laut Dendrochronologie (Baumringdatierung) hat Vrel möglicherweise schon in den 1630er-Jahren mit den Straßenansichten begonnen, während die meisten Interieurs erst nach diesen entstanden sind. Die Expertenmeinungen sind allerdings nicht einheitlich. Jedenfalls dürfte Vrel vor Vermeer und De Hooch gemalt haben.

### Motive
Widersprüchlich waren auch die Forschungen anhand der Motive im Werk Vrels. Diese sind typisch für die Niederlande des 17. Jahrhunderts, er hat keiner bestimmten Malerschule angehört, schreiben Ebert, Tainturier und Buvelot. Die Mönche in seinen Werken scheinen keinem bestimmten Orden anzugehören. Bedeutsam mag sein, dass Mönche in calvinistischen Gebieten nicht im Habit gereist sind. Seine Bilder zeichnen sich durch feintonige Farben aus und strahlen eine bescheidene Zurückhaltung und Stille aus.

### Bedeutende Werke

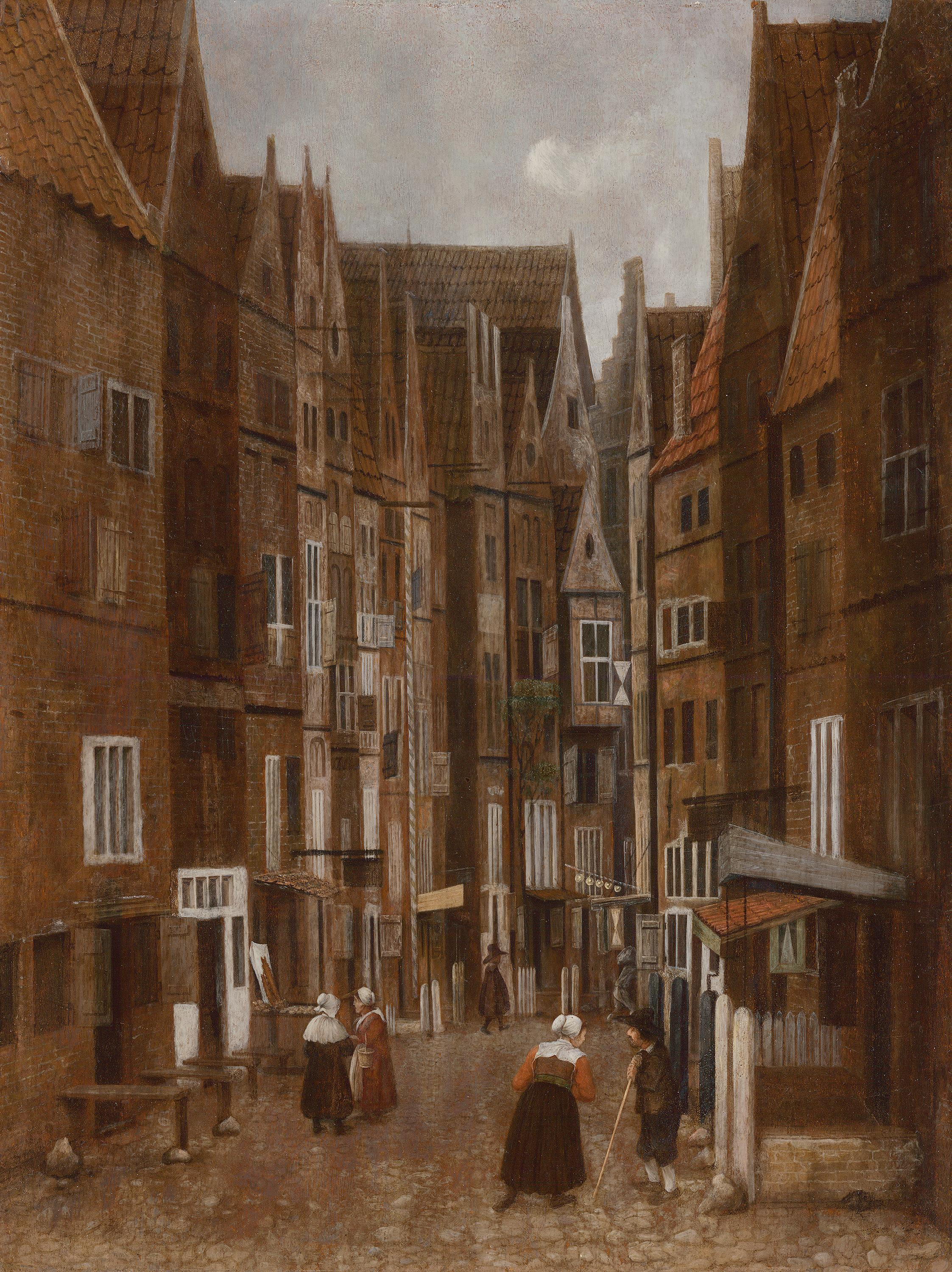
Jacobus Vrel, Straßenszene mit Personen im Gespräch, Alte Pinakothek

#### Straßenszene
Das hochformatige Gemälde zeigt eine niederländische, nicht identifizierbare Stadt. Vom Himmel, der metallisch grau erscheint, ist wenig zu sehen. Enge Häuser reihen sich giebelseitig an eine mit Kopfsteinen gepflasterte Straße, deren linke Häuserflucht in einer weiten Kurve im Mittelgrund hinter der rechten Häuserzeile verschwindet. Auf der Straße sind sechs Personen zu sehen, wovon vier paarweise miteinander zu plaudern scheinen. Die fünfte Person, ein Mann in einen Mantel gekleidet und mit einem weit auskragenden Hut, ist allein unterwegs nach rechts. Die sechste Person, von hinten zu sehen, trägt einen schweren Sack ebenfalls nach rechts davon. Weiß getünchte, enge Fensterrahmen kontrastieren mit dunklen Brauntönen der Ziegelsteinmauern und einiger dunkler Kleider. Die Vertikale der schmalen Hauswände, die in der perspektivischen Verzerrung wie Türme wirken, dominiert. Die Häuserzeilen wirken fast wie Kulissen einer Bühne oder eines Filmsets. 
Auffallend ist der so genannte Beischlag: Das sind den Hauseingängen vorgelagerte Tische oder Bänke (links in Bild) oder kleine gedeckte Terrassen (rechts im Bild). Auszumachen ist in der linken Häuserzeile die Auslage einer Bäckerei, wo längliche Brotlaibe an einem mit weißem Tuch überzogenen Laden lehnen. Weiter hinten macht eine hohe Stange mit einer blau-weißen Spirale darauf aufmerksam, dass hier ein Barbier seine Dienste anbietet. Auf der gegenüberliegenden Straßenseite ragt eine Stange mit fünf goldenen Aderlass-Schalen in den öffentlichen Raum, womit erkenntlich ist, dass hier auch Krankheiten behandelt werden konnten, wie das Barbiere damals oft taten.
Üblich für Stadtansichten ist das Querformat, das unseren heutigen Sehgewohnheiten entspricht. Zudem finden sich in Stadtansichten in der Regel typische Bauten, anhand derer die Stadt identifizierbar wird. Vrels Gemälde will offenbar etwas Anderes; wichtig in seinen Gemälden ist das Spiel von Drinnen und Draußen, von privater und öffentlicher Sphäre. So ist es auch bei diesem Bild, das Ruhe ausstrahlt und zu Gedanken bezüglich von öffentlichem und privatem Raum anregt.

### Werkliste (Auswahl)

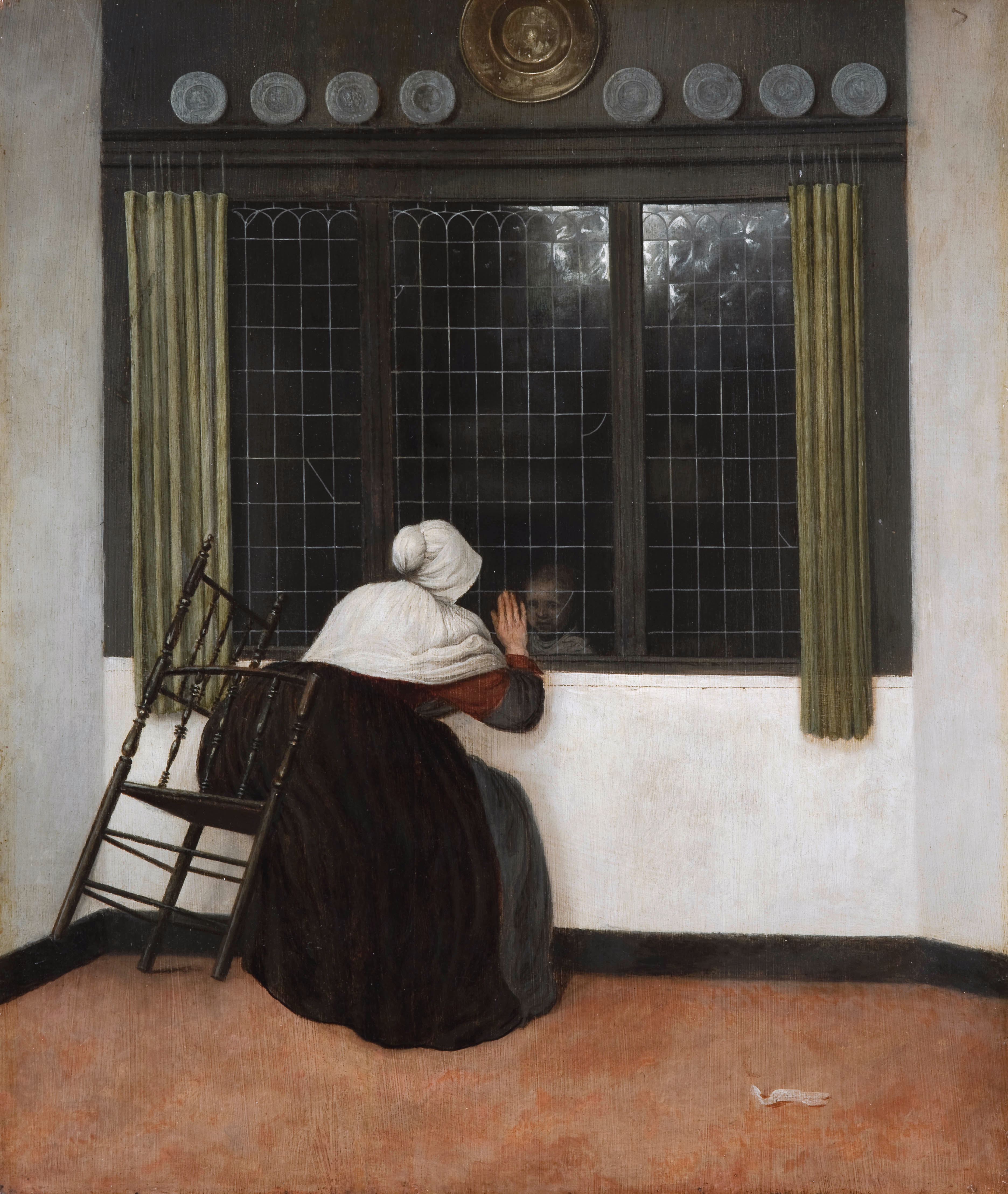
Jacobus Vrel: Frau am Fenster, 1679, Fondation Custodia, Paris

- Frau sich aus dem Fenster lehnend, 1654, Kunsthistorisches Museum in Wien[14]
- Frau am Fenster, Fondation Custodia in Paris
- Stadtansicht; Frau am Herd, Rijksmuseum in Amsterdam
- Eine stille Gasse, Privatsammlung in Berlin
- Straßenszene mit Personen im Gespräch, Alte Pinakothek in München[15]
- Holländisches Interieur, Königliche Museen der Schönen Künste in Brüssel
- Interieur mit alter Frau, Wallraf-Richartz-Museum & Fondation Corboud in Köln
- Straßenszene; Die kleine Krankenschwester, J. Paul Getty Museum in Los Angeles
- Interieur mit Frau am Herd, Museo Thyssen-Bornemisza in Madrid
- Straßenszene mit Bäckerei; Straßenszene mit sechs Figuren; Straßenszene mit zwei Spaziergängern; Straßenszene mit Unterhaltung, Privatsammlung in New York
- Die kleine Krankenschwester, Ashmolean Museum in Oxford[16]
- Die kleine Krankenschwester, San Diego Museum of Art
- Zwei Häuslerinnen im Gespräch, Heylshof in Worms